# Narcissisme primordial
Pour l’article homonyme, voir Primordial.
Pour Françoise Dolto, il s'agit du narcissisme articulé autour du désir de vivre du sujet. Il correspond à une "intuition vécue de l'être au monde". Son éthique est vampirique car elle est orientée vers l'augmentation de "la masse charnelle", vers une logique de "l'amasser", du prendre".